# Центр специальных операций ЦРУ

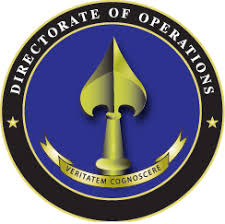
Эмблема американского спецназа

Эмблема межвидового командования, Пентагон.

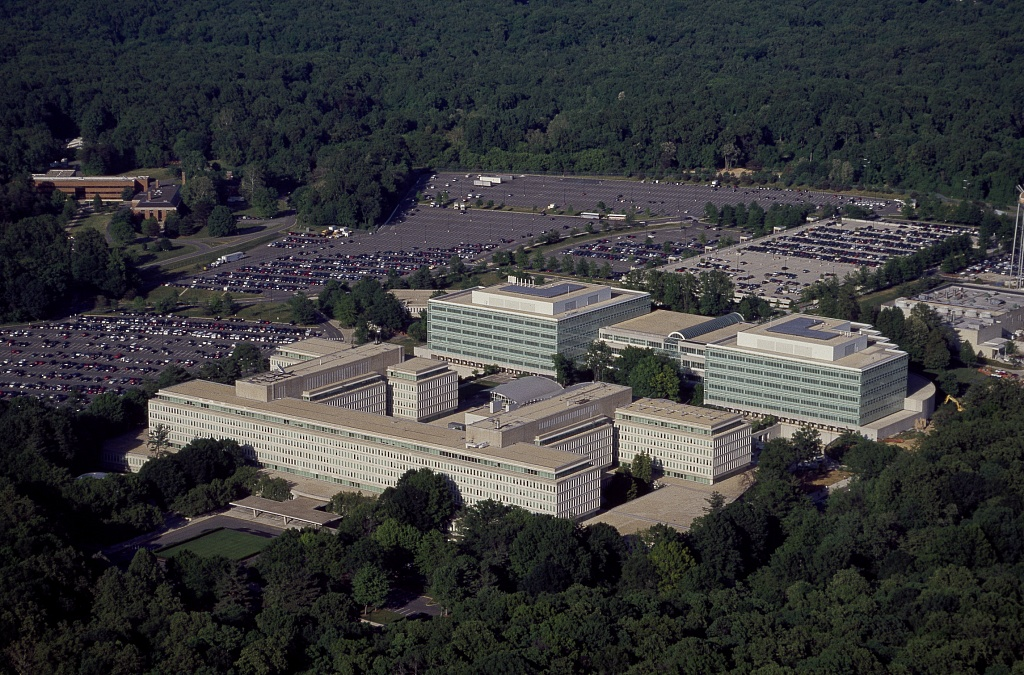
Штаб-квартира разведки в Лэнгли.

Центр специальных операций (англ. Special Activities Center, «Отдел специальных операций» (SAD) до 2016 года) — составная часть Центрального разведывательного управления США, осуществляющая секретные операции.

## История
Вступление Америки во Вторую мировую войну предполагало формирование особых спец.подразделений для действий за линией фронта в рамках первого Управления стратегических служб. После его преобразования в ЦРУ к 1 августа 1952 года было создано единое командование всеми тайными операциями правительства США за пределами своей территории.
В середине 1970-х годов на первое место для отдела выходит борьба с международным терроризмом и наркотраффиком.
В 1980-е годы в недрах министерства обороны США появляется аналогичное межвидовое командование собственными спецподразделениями.
С 1990-х годов идёт активное использование беспилотных летательных аппаратов.

## Современная структура
В состав отдела входят две группы: группа тайных тактических военизированных операций (Special Operations Group, SOG) и группа тайных политических операций (Political Action Group, PAG).
Специальная оперативная группа (SOG) — подразделение SAD, ответственное за рискованные военные и секретные операции, которые не должны ассоциироваться с правительством США. Члены группы, именуемые офицерами военизированных операций (paramilitary operations officers) и офицерами специальных навыков (specialized skills officers), как правило, не носят никаких предметов или одежды, например военной формы, которые ассоциировали бы их с правительством Соединённых Штатов Америки.
Если во время миссии представители SOG будут захвачены в плен, то правительство Соединённых Штатов может отрицать их причастность к ЦРУ. SOG обычно считается самым секретным формированием сил специальных операций в Соединённых Штатах. В группу набирают оперативников из специальных подразделений, таких как Delta Force, DEVGRU, управления разведки армии США и 24-я эскадрилья специальных операций, а также других спецслужб Соединённых Штатов.
При необходимости SOG может выполнять функции PAG.
Группа политических операций (PAG) ответственна за тайные мероприятия, связанные с политическим влиянием, психологическими операциями и экономической войной. Быстрое развитие технологий добавило к их обязанностям кибервойны.

## Известные члены
- Эллиот Акерман
- Джордж Бэкон
- Моррис «Мо» Берг
- Уильям Фрэнсис Бакли
- Уильям Колби
- Джерри Дэниэлс
- Джон Дауни
- Ричард Фекто
- Томас «Том» Фосмайр
- Уилбур "Уилл" Грин
- Ричард (Дик) Холм
- Билл Лэр
- Ллойд К. "Пэт" Лэндри
- Грейстон Линч
- Майкл Патрик Малрой
- Аллен Лоуренс Поуп
- Энтони Пошепны
- Филлип Рейли
- Уильям «Рип» Робертсон
- Феликс Родригес
- Джонни Майкл Спанн
- Гар Торсрад
- Эрнест «Чик» Цикерданос
- Майкл Г. Викерс
- Билли Во
- Уильям (Билл) Янг
- Дуглас А. Зембец

Крис Мюллери и Уильям Карлсон: 25 октября 2003 г. офицеры военизированных формирований Кристофер Мюллер и Уильям «Шеф» Карлсон были убиты при проведении операции по убийству / захвату высокопоставленных лидеров Аль-Каиды возле Шкина, Афганистан. Оба этих офицера были удостоены почётных звёзд на Мемориальной стене ЦРУ в их штаб-квартире в Лэнгли, штат Вирджиния. «Храбрость этих двух мужчин невозможно переоценить», — сказал директор Центральной разведки Джордж Дж. Тенет собравшимся нескольким сотням сотрудников Агентства и членов их семей. «Крис и Шеф ставили жизни других выше своей собственной. Это определение героизма». Мюллер, бывший морской котик, и Карлсон, бывший солдат армейского спецназа, оператор Delta Force и член Нации черноногих в Монтане, погибли во время этой тайной операции. Оба офицера спасли жизни других людей, в том числе афганских солдат, во время столкновения с силами «Аль-Каиды». В книге Оливера Норта «Американские герои в специальных операциях» их истории посвящена глава.